# Proteína AGO2

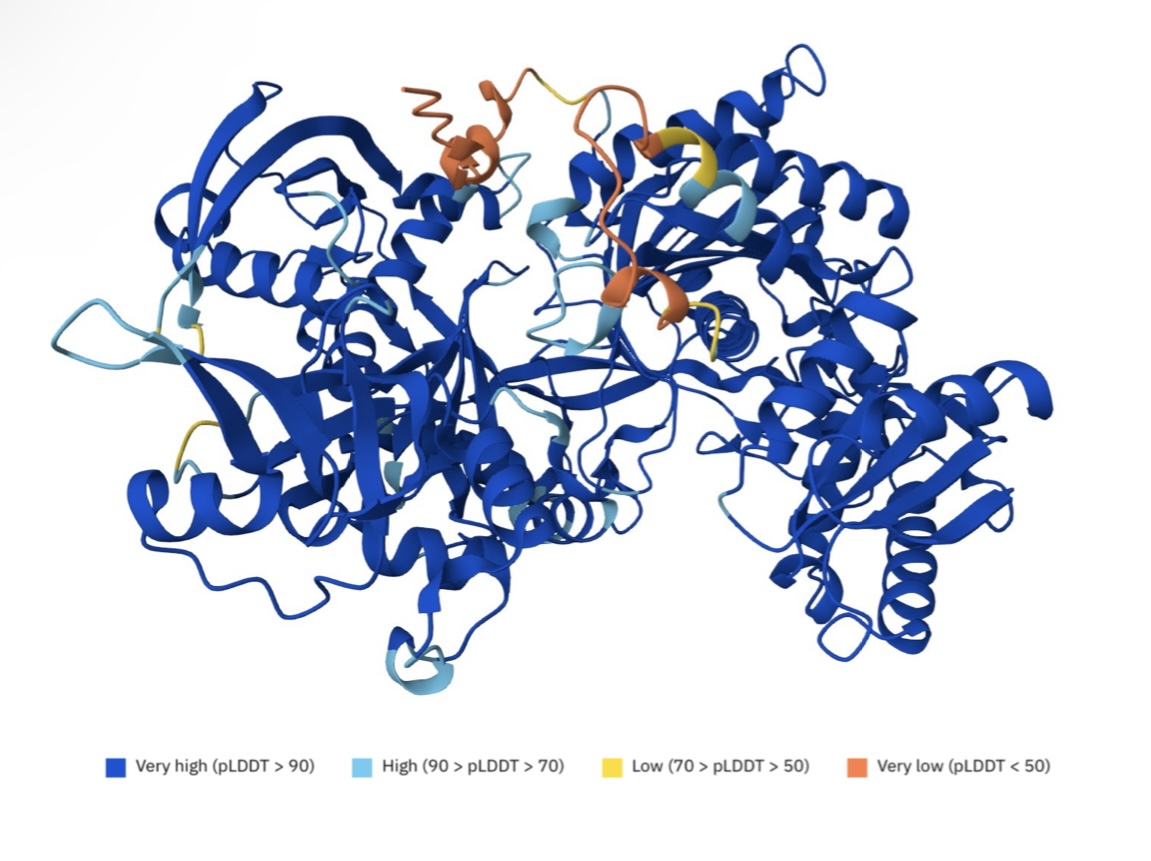
La notación pLDDT es una medida que cuenta con una escala del 0 al 100 para evaluar la confianza local por residuo, indicando las puntuaciones más elevadas una mayor confianza y, generalmente, una predicción más precisa.

La proteína Argonauta 2 (AGO2) está codificada por el gen AGO2 y forma parte de la familia de proteínas Argonauta (en inglés Argonaute). Tiene un papel catalítico fundamental en el silenciamiento del ARN. Su gen se encuentra en el cromosoma 8 humano, en una hebra inversa (cadena complementaria) y su nombre del ensamblaje es GRCh38.

## Localización subcelular
Las proteínas AGO2 se encuentran principalmente en el núcleo y en el citoplasma celular, concretamente en los cuerpos P. Los cuerpos P o cuerpos procesadores son estructuras que se forman por separación de fases en el citoplasma de las células eucariotas. Estas estructuras están compuestas por diversas enzimas que interaccionan con el ARNm, desempeñando roles fundamentales en la degradación general del ARNm y en el silenciamiento de ARNm inducido por microARN (miARN).
Inicialmente, se propuso que los cuerpos P eran los sitios de degradación del ARNm dentro de la célula que se encargaban de la digestión de aquellos ARNm destinados a ser destruidos. Sin embargo, investigaciones posteriores han cuestionado esta idea, sugiriendo que los P-bodies también sirven como almacenes para el ARNm, manteniéndolo disponible hasta que se necesite para la traducción. De esta forma, los ARNm que no se traducen se acumulan en estas estructuras, que actúan como centros de almacenamiento y regulación. Además, si en algún momento es necesario activar estos ARNm, deben ser transportados de vuelta al núcleo de la célula. Este proceso de translocación requiere la acción de proteínas específicas, como IMP8, las cuales ayudan a mover los ARNm desde el citoplasma hasta el núcleo.

### Regulación de la localización nuclear
La proteína AGO 2 está relacionada con el control post-transcripcional de la expresión génica en el citoplasma a través de complejos de silenciamiento inducidos por miARN (miRISC). Determinadas condiciones celulares y ambientales pueden provocar que esta proteína se acumule en el núcleo. La localización de AGO2 es fundamental para comprender la acción de los miARN, aunque las implicaciones de la presencia de AGO2 en el núcleo aún no están completamente definidas.  
Se demostró un aumento de AGO2 en el núcleo de células HCT116 (línea celular de cáncer colorrectal) cultivadas en un entorno bidimensional a alta densidad, en cultivos tridimensionales de esferoides tumorales de HCT116 y en tumores de colon humano.  El cambio en la localización de AGO2 del citoplasma al núcleo desactiva los objetivos de AGO2-eCLIP en el citoplasma que habitualmente, y de manera regular, serían regulados por el complejo miRISC. Esto sugiere que la acumulación nuclear de AGO2 podría interferir con su función habitual relacionada con los miARNs.

## Gen
El gen AGO2 se ubica en el cromosoma 8, en su brazo largo q, concretamente en la banda 24 y la sub-banda 3; utilizando la sintaxis del locus, de manera resumida: 
8q24.3.

## Estructura y funciones asociadas
La proteína AGO2 presenta una estructura molecular bilobulada cuaternaria con una hendidura central que le permite unirse al ARN diana y al ARN guía.En humanos, está formada por una secuencia de 859 aminoácidos.  Es idéntica al 100% a la misma proteína en chimpancés, además de tener similitudes secuenciales con las proteínas AGO2 halladas en bovinos, conejos y caballos.Pertenece a la familia de las Argonautas, que en general tienen una masa molecular cercana a los 100 kiloDa. Esta cifra es consistente con la masa molecular de AGO2, que se encuentra alrededor de 97-100 kDa.
La estructura cristalina de la proteína AGO2 humana, con una resolución de 2,3 Å, muestra similitudes con la encontrada en células procariotas.  Sin embargo, difiere en las posiciones relativas de los dominios centrales, así como en los bucles y estructuras secundarias adicionales. Estas diferencias podrían influir en el reconocimiento del ARN diana, la unión específica y la interacción con factores proteicos asociados a AGO2.
En la proteína AGO2 humana podemos diferenciar dos dominios, L1 y L2, que actúan como ligas entre los dominios N, PAZ, MID y PIWI. 
El dominio PIWI es crucial en el proceso de silenciamiento genético, ya que interactúa con los piARN, moléculas esenciales para el control de la expresión génica. Se conoce que las proteínas asociadas a Argonauta suelen presentar regiones ricas en glicina-triptófano (GW). Los bolsillos de unión en tándem de triptófano en el dominio PIWI establecen una posible superficie de interacción para la captación de GW182 u otros cofactores con alto contenido de triptófano, los cuales ayudan en la función biológica de AGO2.El dominio PIWI es capaz de realizar la escisión del ARN actuando de forma similar a las ribonucleasas H. Estas últimas utilizan la secuencia Asp-Asp-Glu (DDE) para coordinar los iones metálicos, mientras que la proteína AGO2 utiliza la secuencia Asp-Asp-His (DDH).Los iones metálicos que interaccionan con AGO2 son mayoritariamente magnesio y manganeso.
Para llevar a cabo el reconocimiento del ARN, AGO2 no depende significativamente de los enlaces de hidrógeno directos que se forman con los grupos hidroxilo en la posición 2' de la guía. Esto sugiere que su mecanismo de interacción con el ARN es más complejo, y posiblemente involucra otras interacciones moleculares o características estructurales que no se limitan a esos enlaces específicos.

## Función
Aún no está claro si las cuatro proteínas AGO de mamíferos (AGO1, AGO2, AGO3, AGO4) están involucradas en la actividad del miARN. Tras generar ratones con deficiencias de AGO1, AGO3 y AGO4, se comprobó que su insuficiencia no limita la biogénesis, homeostasis o función del miARN, por lo que se concluyó que es la proteína AGO2 la que realiza esta tarea.

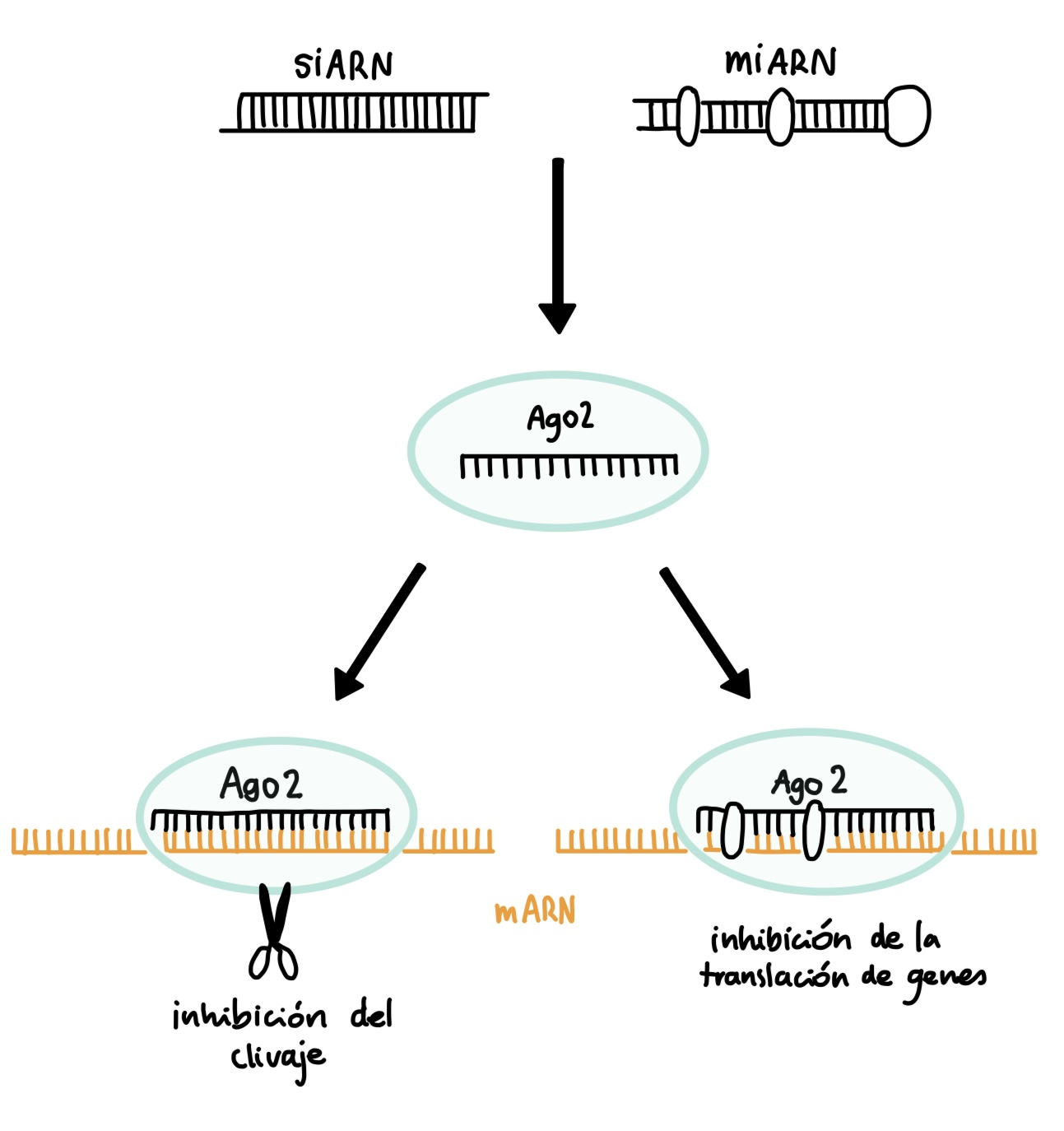
Funciones asociadas a las dos moléculas guía: siARN y miARN.

Esta proteína capta pequeños ARN de interferencia, denominados en inglés siARN (small interfering RNAs), y miRNA, que actúan como moléculas guía de la proteína hasta llegar a la secuencia de bases complementaria en los segmentos de mARN (mensajero), con el fin de inhibir el clivaje o la translación de genes.
Al darse la unión entre los miARNs y siARNs, y las proteínas AGO2, se forma el núcleo del complejo silenciador inducido por ARN (RISC) utilizado como regulador de la expresión génica de sus ARNs diana de manera post-transcripcional. Concretamente, es la proteína AGO2 la que lleva a cabo la escisión del mARN cuando hay una alta complementariedad con el siARN, lo que conduce a la degradación de dicho mARN.También intervene bloqueando la traducción del mARN si hay poca complementariedad con el miARN. Por este motivo, la función de la proteína AGO2 como endonucleasa es esencial para la regulación de genes, la defensa contra virus y otros procesos biológicos esenciales.
A las proteínas argonautas se las somete a una regulación intensiva por medio de diversas rectificaciones post-traslacionales, las cuales pueden influir en su estabilidad, silenciando la eficacia y especificidad para la regulación génica específica.

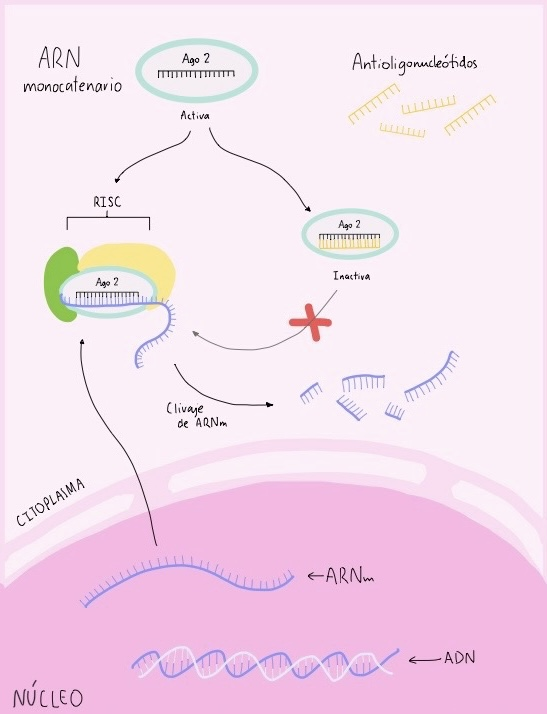
Los antioligonucleótidos pueden inhibir a los complejos silenciadores interferentes cortos (siRNA)-Ago2 RNA-inducidos (RISCs), restaurando los niveles de ARN mensajero (ARNm).

En un estudio se demostró la utilidad de la proteína AGO2 en el desarrollo y la caracterización del anticuerpo monoclonal anti-AGO2 4F9, que podría resultar beneficioso para capturar miARN funcionales. Esto es debido a que el anticuerpo mencionado identifica las GW de una manera dependiente del ciclo celular, que son estructuras citoplasmáticas que solo se encuentran en células eucariotas y actúan como centros de regulación y almacenamiento de ARN. Las GW, como está explicado en el apartado de estructura y funciones asociadas, se asocian temporalmente a la proteína AGO2 y otros componentes de RISC y por este motivo tienen un papel fundamental en la regulación de la expresión génica.

## Participación en patologías

### Síndrome Lessel-Kreienkamp (LESKRES)
Mutaciones en el gen AGO2 (codificador de la proteína AGO2) producen el Síndrome Lessel-Kreienkamp (LESKRES), un trastorno autosómico dominante del desarrollo neurológico. Las personas que sufren de LESKRES se singularizan por tener discapacidad intelectual, además de retraso global del desarrollo, del habla y del lenguaje. Los síntomas se manifiestan desde la infancia temprana.Únicamente había 85 casos de pacientes diagnosticados de LESKRES en todo el mundo en el año 2022, de forma que es un síndrome poco común, desconocido para la mayoría de la población y sin tratamiento especializado.

### Insuficiencia cardíaca
Se observó que AGO2 estaba localizado en el citoplasma y el núcleo de los cardiomiocitos, y su cantidad aumentaba en corazones con insuficiencia cardíaca en humanos y modelos animales. Se observó que el uso de un virus modificado para aumentar la expresión de AGO2 en el núcleo causaba la disfunción de la insuficiencia cardíaca en ratones con coartación aórtica. La sobreexpresión del gen ANKRD1, activado por AGO2, en el núcleo provoca cambios patológicos en la remodelación cardíaca y activa la expresión del gen MYH7, mientras que ANKRD1 en el citoplasma parece tener un efecto protector. Para aplicación clínica, se identificaron dos compuestos (ivermectina y ANPep) que impiden que ANKRD1 ingrese al núcleo, mejorando la función cardíaca en un modelo de insuficiencia cardíaca inducida por TAC.

### Síndrome CHARGE
El síndrome CHARGE es una afección vinculada a determinados problemas del desarrollo. Esto ocurre debido a modificaciones en un gen conocido como CHD7, que contribuye a regular la disposición de las instrucciones en nuestras células. Además, otros genes pueden participar. Uno de ellos es el FAM172A, que contribuye a que la proteína AGO2 opere adecuadamente en el núcleo celular. FAM172A facilita la entrada de AGO2 al núcleo, y esto es crucial ya que AGO2 posee funciones particulares que pueden ser beneficiosas en el organismo. Esta función de FAM172A se basa principalmente en su señal de localización nuclear bipartita tradicional y la vía canónica relacionada con importina-α/β. 

### Cáncer
Como la proteína AGO2 tiene un rol en la regulación génica, tiene un rol en la expresión de genes asociados con el crecimiento, proliferación y supervivencia celular. Investigaciones recientes han concluido que la sobreexpresión de esta proteína en células cancerosas puede causar o empeorar la metástasis. Por este motivo, se está estudiando AGO2 como un biomarcador para el pronóstico del cáncer.

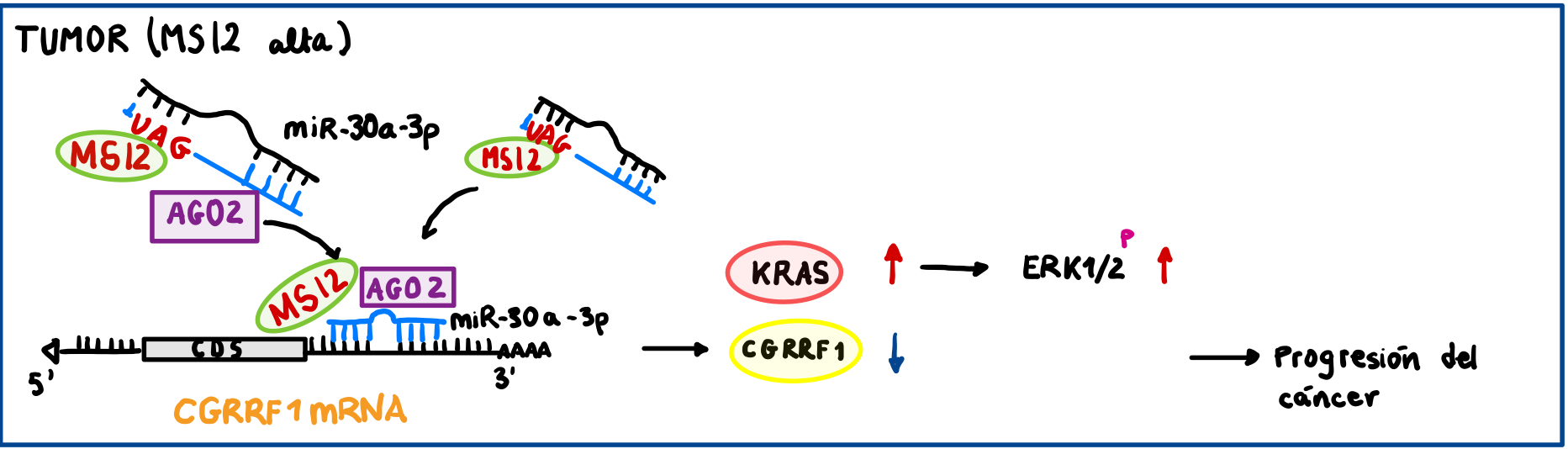

El conocido como KRAS/ERK instruye a las células sobre sus acciones. Cuando estas señales no operan correctamente, las células malignas pueden continuar su crecimiento sin control. MSI2 es el encargado de ayudar a mantener esas señales en funcionamiento. Cuando la cantidad de este es alta, se desencadena la proliferación del cáncer, mientras que si es baja sigue su curso de manera normal.  MSI2 realiza este proceso mediante el uso de un mensajero conocido como miR-30a-3p, que a su vez activa otra parte conocida como AGO2. Cuando todo esto ocurre, el combate a las células malignas puede ser más complicado con los tratamientos.